# Kiss Ottó (költő)
Kiss Ottó (Battonya, 1963. október 10. –) József Attila-díjas magyar költő, író.

## Életpályája
Szülei: Kiss Frigyes és Páli Margit. 1980 óta Gyulán él. 1982–1983 között a Debreceni Tanárképző Főiskola tanulója volt. 1990-től szabadúszó újságíró. 1992–1993 között a József Attila Tudományegyetemen szerzett újságíró végzettséget. 1992–1997 között a Gyulai Hírlap szerkesztője volt. 1996–2000 között a szegedi Juhász Gyula Tanárképző Főiskolán tanári diplomát kapott. 1997–2000 között a Békés Megyei Nap újságírója volt. 2000-től a békéscsabai Bárka című folyóirat munkatársa. 2002-ben az Élet és Irodalom tárcaírója volt.

### Munkássága
Szépirodalmat 1996 óta publikál rendszeresen. Írásait minden jelentősebb hazai folyóirat közölte. Publikált többek között az Alföldben, a Jelenkorban, a Tiszatájban, a Forrásban, a Kortársban, a Holmiban. Több munkáját lefordították németre, angolra, franciára, japánra, szerbre, bolgárra, svédre, horvátra, szlovákra és beás nyelvre. A József Attila Kör tiszteletbeli tagja.

## Önálló szépirodalmi kötetei
- 1990 – Lopott levegő (versek 1982-1988) Békés Megyei Könyvtár, Békéscsaba
- 1993 – Szilveszteri kaland (versek)
- 1997 – Visszafelé hull a hó (versek gyerekhangra) MEK
- 1999 – Szövetek (regény)
- 2000 – Az elmerült kert (kisprózák)
- 2001 – Volt egyszer egy folyóirat – Az Új Aurora vázlatos története (tanulmány, esszé)
- 2002 – Csillagszedő Márió (versek gyerekhangra)
- 2003 – Angyal és Tsa (novellák)
- 2004 – Javrik könyve (regény)
- 2006 – Szerintem mindenki maradjon otthon vasárnap délután (mese felnőtteknek)
- 2006 – Emese almája (gyerekversek)
- 2007 – A terepasztal lovagjai (gyerekregény)
- 2009 – A nagypapa távcsöve (gyerekversek)
- 2011 – Állatos album (lapozó)
- 2011 – Barni világot lát (lapozó)
- 2011 – A másik ország (regény)
- 2011 – Régi kincsek (gyerekversek)
- 2012 – Liliputi trónkövetelők (mesenovellák)
- 2012 – Focisták kézikönyve (gyerekkönyv)
- 2013 – Szusi apó erdőt jár (képes mesenovella) Móra
- 2013 – Ati és a holdvilág (képes mese) Cerkabella, Szentendre
- 2014 – Szusi apó álmot lát (képes mesenovella) Móra
- 2014 – Ati repülni tanul (képes mese) Cerkabella, Szentendre
- 2015 – Ati a tükör mögött (képes mese) Cerkabella, Szentendre
- 2016 – Léghajó a Bodza utcában (meseregény) Pagony
- 2016 – Ne félj, apa! Nagy kislánykönyv (gyerekversek) Móra
- 2018 - Focisták kézikönyve; 2. jav. kiad.; Pagony, Bp.
- 2020 - Legszebb költéseim - Laci bácsi rímes állatkalauza - Koinónia Kiadó
- 2020 - A bátyám öccse - Pozsonyi Pagony, Bp.
- 2020 - A piros tengeralattjáró - Betűtészta Kiadó, Bp.
- 2021 - Annabé - Mesés történetek egy óvodás kislány életéből - Scolar Kiadó, Bp.
- 2022 - A Kék Oroszlán bezár - Athenaeum Kiadó, Bp.
- 2023 - Csillagszedő Márió - Versek gyerekhangra - Móra Könyvkiadó, Bp.
- 2023 - Ég Bolt - Versek ég alatt, föld felett - Móra Könyvkiadó, Bp.
- 2024 - Macibocs óvodába megy - Pagony Kiadó Kft., Bp.

## Tankönyvek, antológiák
- Törékeny kontinens – válogatás fiatal angol és magyar írók munkáiból (Európa Ház-Pesti Szalon, 1990)
- A mindenség zenéje – magyar költők versei Bartók Béláról (KLTE, 1995)
- Irodalmi Olvasókönyv Általános Iskola 4. Osztály (Nemzeti Tankönyvkiadó, 2001)
- Friss Irodalmi Húsok – 24 fiatal magyar író válogatott irodalmi falatkái (2001)
- Magyar próza az ezredfordulón (2001)
- Könyv-jelző – Kepes András válogatása a kortárs magyar prózából (Park, 2002)
- Európai füzetek (2003/11)
- Az év novellái 2004 (Magyar Napló, 2004)
- Eurovízió (Litera, 2004)
- Körkép 2004 (Magvető, 2004)
- Irodalmi Ikerkönyvek 7. Osztály (Nemzeti Tankönyvkiadó, 2005)
- Kortárs Irodalmi Olvasókönyv (Balassi Bálint Magyar Kulturális Intézet, 2006)
- Hasítás -rockantológia (Magvető, 2008)
- Sárkány apó (Helikon, 2008)
- Tanítói kincsestár – alsó tagozat (RAABE, 2008)
- Tanári kincsestár – felső tagozat (RAABE, 2009)
- Aranysityak – friss gyerekversek (Csodaceruza, 2010; Móra, 2013)
- Szakállszárító – örökifjú jelesek irodalmi kabaréja (Prae, 2010)
- Hogyan szeressük a gyermeket? – Korczak és más gondolkodók írásai (ELTE-UNICEF, 2011)
- Nini néni és a többiek – hetven esti mese mai magyar írók tollából (Egmont, 2011)
- Elfelejtett lények boltja (Cerkabella, 2011)
- Mondaton innen, mondaton túl – Olvasókönyv 3. osztályosoknak (Műszaki Tankönyvkiadó, 2012)
- Felvételi gyakorlófeladatok magyar nyelvből 8. osztályosoknak (Nemzeti Tankönyvkiadó, 2012.)
- Körkép 2012 (Magvető, 2012)
- Körkép 2013 (Magvető, 2013)
- Érik a nyár (Cerkabella, 2013)
- Családi kör (Holnap Kiadó, 2013)
- A kalóz nagypapa (Pagony, 2013)

## Díjai
- 2003 – Év Könyve-díj
- 2007 – Artisjus-díj (irodalmi)
- 2009 – József Attila-díj
- 2021 - Év Gyerekkönyve díj